# 扁鰭魚龍屬
扁鰭魚龍屬（屬名：Platypterygius）又名寬鰭魚龍，屬於魚龍目大眼魚龍科，近親有：Caypullisaurus、短鰭魚龍（Brachypterygius）。

## 發現與種

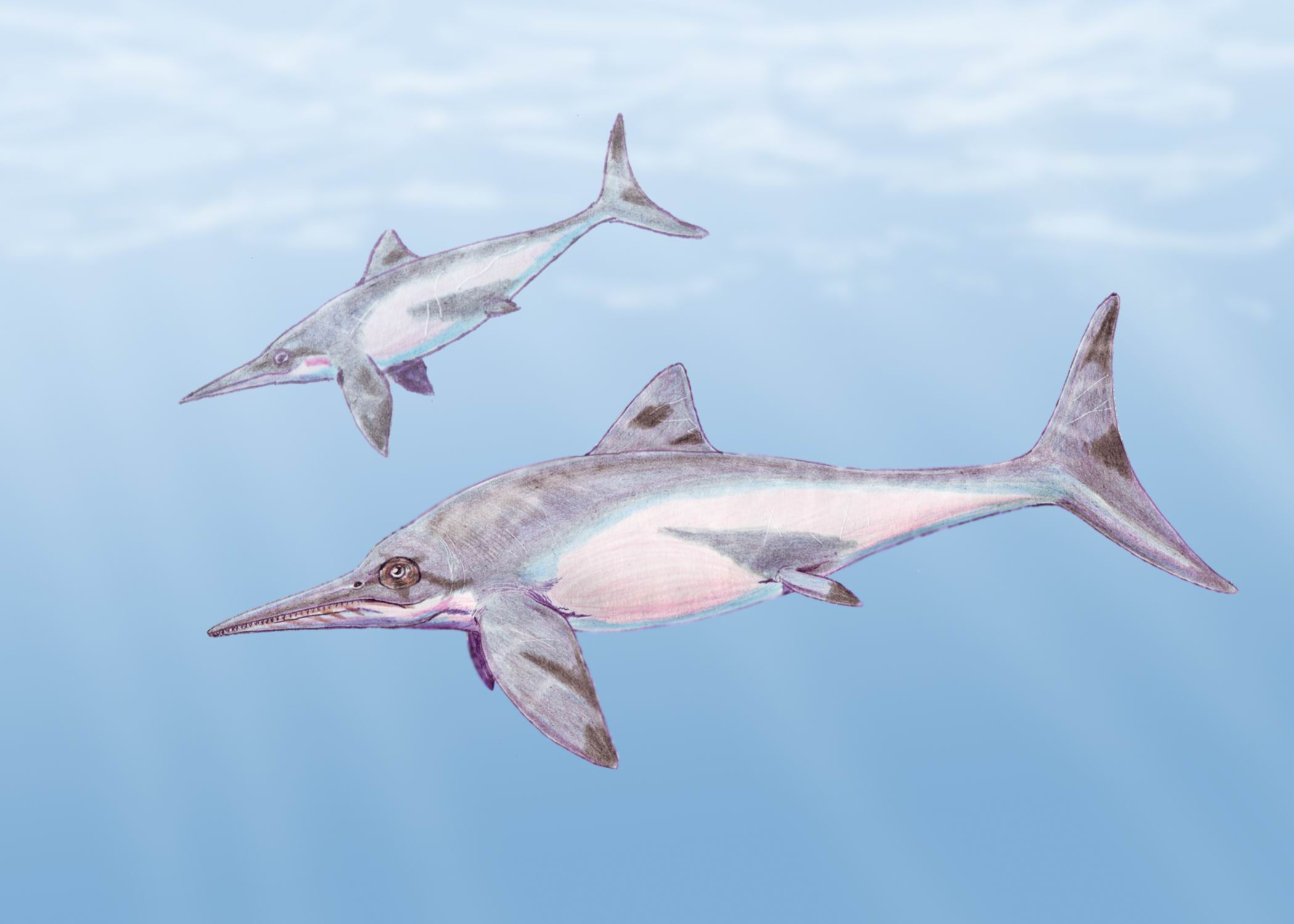
P. kiprijanovi，化石發現於俄羅斯庫斯克地區，年代為阿爾比階/森諾曼階

化石發現於澳洲、俄羅斯、美國、哥倫比亞、西歐等地，可能還有紐西蘭。目前已有六個以命名種。數個標本已經命名了種名。目前已發現了成年體與未成年體，包括剛出生幼年體與懷孕中的雌性個體。

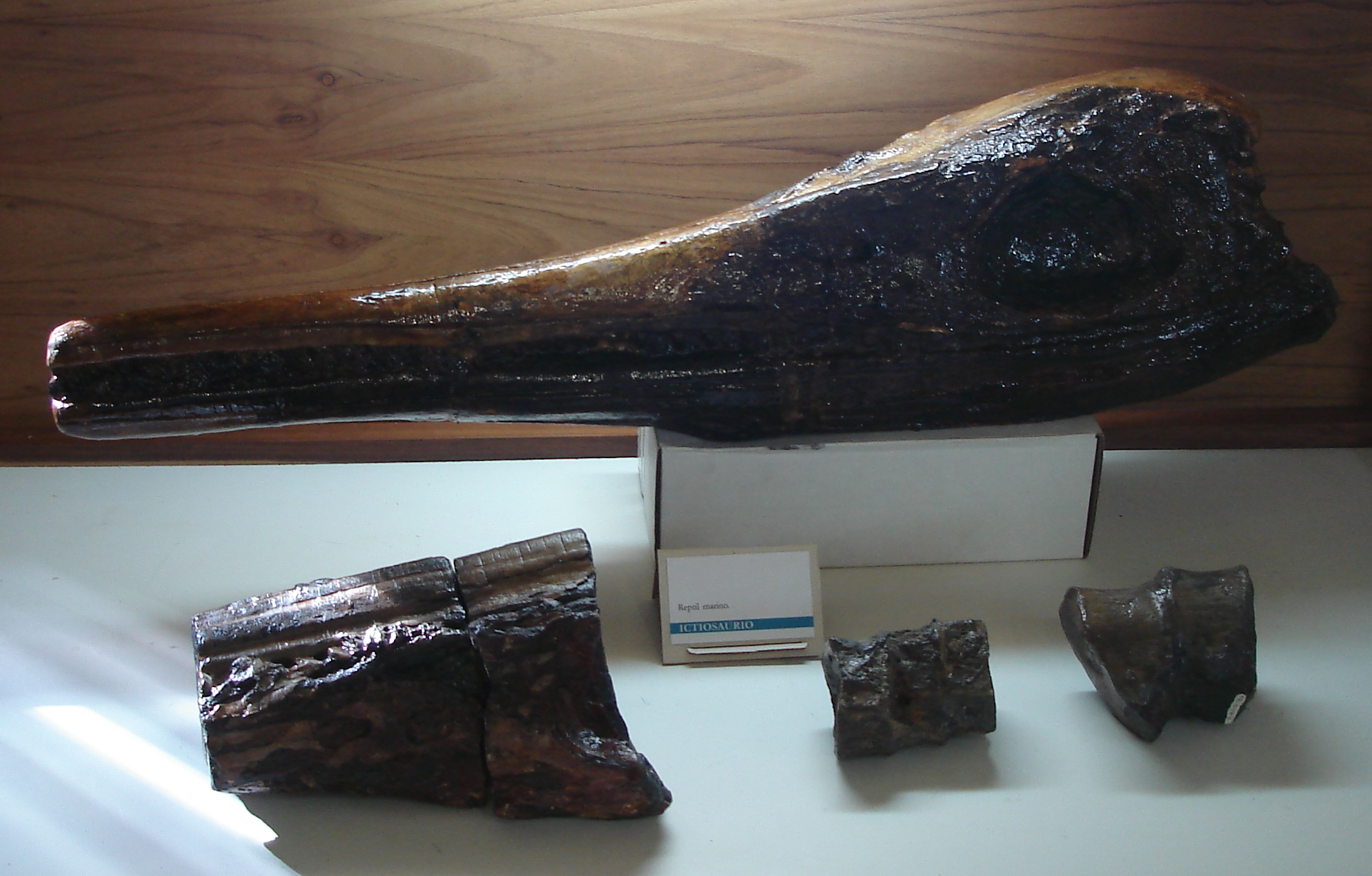
P. sachicarum的頭顱骨

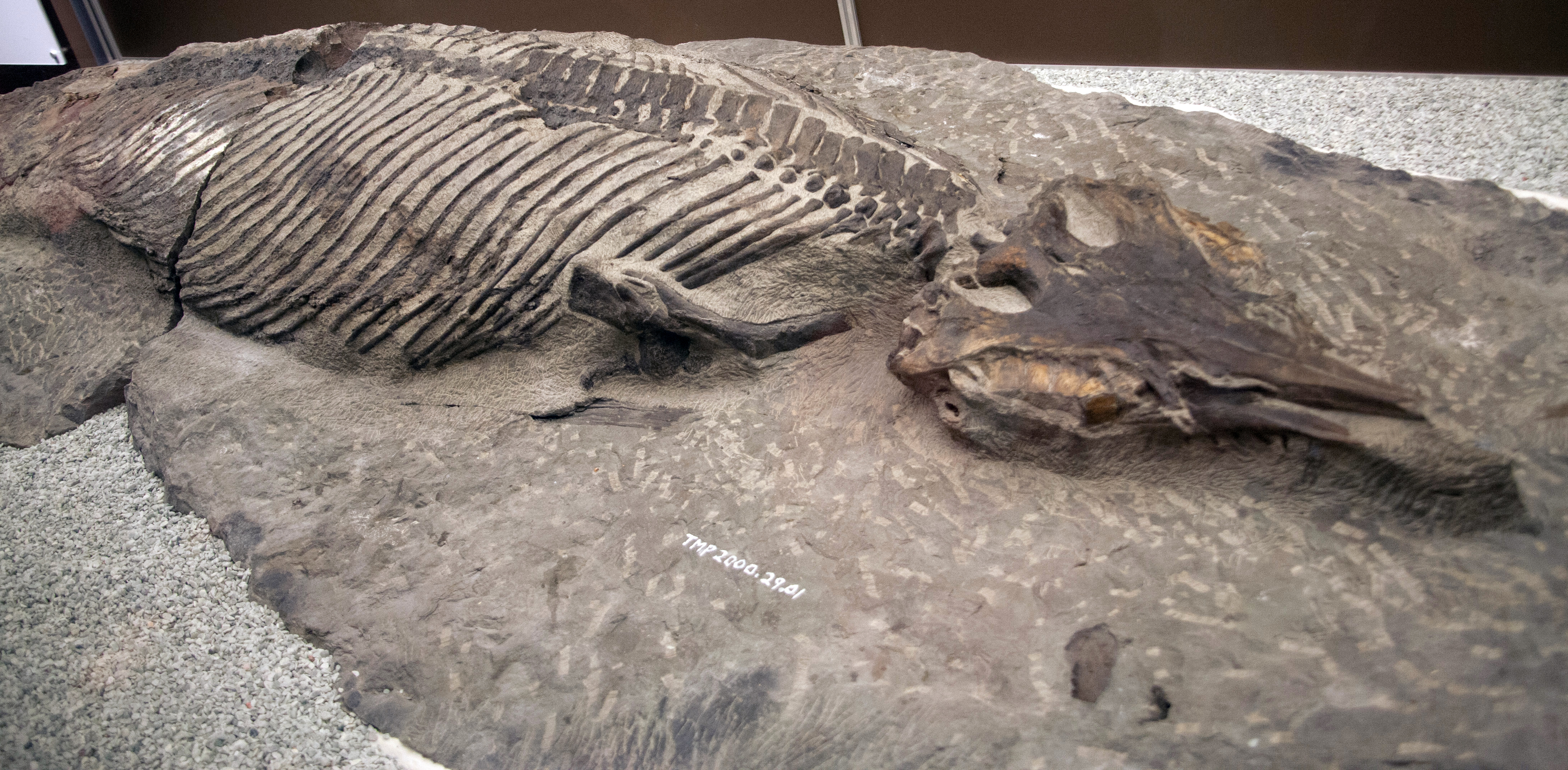
P. americanus的化石

在澳洲發現的化石起初被命名為南方魚龍（Ichthyosaurus australis）。化石發現於弗林德斯河的Toolebuc組與Allaru泥岩層（下白堊紀阿爾比階），以及昆士蘭中北部其他地點。在1990年代，Wade建立扁鰭魚龍的新種（P. longmani），用來取代原先的南方魚龍。

## 古生物學
牠的外形呈傳統的魚龍類外形。牠的身長7公尺。牠有長口鼻部與強壯的鰭狀尾。牠前鰭狀肢的手指比一般魚龍類的手指還多；這些手指緊密地排列，形成寬廣、平坦的形狀。所以名字來自於牠的扁平鰭狀肢。除此之外，部份腕骨完全地消失。對於扁鰭魚龍未成年體的電腦斷層掃描顯示牠們是聾的。

## 外部連結
- Dann's Dinosaurs[永久]
- Platypterygius